# Buxus heterophylla
Buxus heterophylla är en buxbomsväxtart som beskrevs av Ignatz Urban. Buxus heterophylla ingår i släktet buxbomar, och familjen buxbomsväxter. Inga underarter finns listade i Catalogue of Life.